# Последний (фильм, 2011)
«Последний» — фильм азербайджанского режиссёра Теймура Даими, снятый в 2011 году.

## Сюжет
Слоган фильма: «он только вообразил и этого оказалось достаточно…»
Фильм рассказывает о писателе-фантасте, который «написал» книгу-катастрофу «Последний» (о пресловутом конце света), принесшую ему широкую известность, и который сам неожиданно попадает в безжизненный мир, описанный им же самим в нашумевшем романе, то есть наяву превращается в героя собственного произведения.
Чтобы вернуться «домой» (буквально: прийти в себя) писателю необходимо совершить то, что так трудно проделывать всем творческим личностям, влюблённых в собственные творения…

## В ролях
- Александр Хакимов — писатель-фантаст Александр Хакимов
- Рена Ахад-заде — незнакомка
- Басат Горчу — мальчик
- Фариза Бабаева — мать мальчика
- Джабир Зейналов — отец мальчика
- Татьяна Иванаева — телеведущая

## Художественные особенности
По духу «Последний» — фильм камерный, медитативный, снятый в традициях независимого, авторского кинематографа, который противостоит идее кино как аттракционного зрелища и индустрии развлечений.
В стилистике картины преобладают аскетизм, минимализм выразительных средств. Фильм «Последний» с фантастическим подтекстом. Но фантастика в фильме не открытая, как в американских блокбастерах-боевиках, а скрытая, рассеянная в самой атмосфере фильма.
Несмотря на камерность, идея фильма перекликается с идеями других фильмов-катастроф о конце света, об Апокалипсисе. Но при этом режиссёр делает ставку не на крикливую зрелищность, не на спецэффекты, а на концептуальность и созерцательно-гипнотическую драматургию, которые проявляются в неспешном темпоритме, в цвето-тоновом решении и в общей композиции фильма.

## Режиссёр об идее фильма
«В мире сейчас наблюдается комплексный кризис всего и вся. Причина этого кризиса — переизбыток, перебор как товаров потребления, так и всевозможных идей, мыслеформ, одним словом, засилье информации, ведущей к появлению все новых и новых вещей, предметов, а главное — новых желаний (потреблять все больше и больше). Вывод: научиться молчанию! Не засорять и без того загаженный планетарный эфир всевозможными идеями и мыслями, большинство которых разрушительны по сути.
В фильме заложено определённое послание, которое будет адекватно воспринято теми, кто ещё не испорчен массовой культурой и не разучился самостоятельно мыслить».